# 西南木蓝
西南木蓝（学名：Indigofera monbeigii）为豆科木蓝属下的一个种。

## 扩展阅读
- 維基物種上的相關：西南木蓝